# 彼得森 (愛荷華州)
彼得森（英語：Peterson）是一個位於美國愛荷華州克萊縣的城市。

## 地理
彼得森的座標為42°55′07″N 95°20′29″W / 42.91861°N 95.34139°W，而該地的平均海拔高度為381米（即1250英尺）。

## 人口
根據2010年美國人口普查的數據，彼得森的面積為0.80平方千米，當中陸地面積為0.80平方千米，而水域面積為0.00平方千米。當地共有人口334人，而人口密度為每平方千米417人。